# Tour of Britain
Die Tour of Britain (dt. Britannien-Rundfahrt) ist ein Straßenradrennen durch Großbritannien.
In der heutigen Form wurde das Etappenrennen 2004 zum ersten Mal ausgetragen und nimmt seit 2005 an der UCI Europe Tour teil. Es wurde in die UCI-Kategorie 2.1 eingestuft und ist seit 2020 Teil der neu geschaffenen UCI ProSeries. Organisiert wird das Rennen von der British Cycling Federation. Vorgängerveranstaltungen der Tour gab es seit 1945.
Als weitere Vorgänger des heutigen Rennens gelten die Daily Express Tour of Britain von 1951 bis 1955, das Milk Race von 1958 bis 1993 und parallel die Kellogg’s Tour von 1987 bis 1994. 1998 und 1999 gab es zwei Austragungen als Prudential Tour.
2019 wird die Tour erstmals mit zwei Etappen in Schottland eröffnet.

## Palmarès (seit 2004)
| Jahr                   | Sieger               | Zweiter                    | Dritter            |
| ---------------------- | -------------------- | -------------------------- | ------------------ |
| 2004                   | Mauricio Ardila      | Julian Dean                | Nick Nuyens        |
| 2005                   | Nick Nuyens          | Michael Blaudzun           | Javier Cherro      |
| 2006                   | Martin Pedersen      | Luis Pasamontes            | Filippo Pozzato    |
| 2007                   | Romain Feillu        | Adrián Palomares           | Luke Roberts       |
| 2008                   | Geoffroy Lequatre    | Steve Cummings             | Ian Stannard       |
| 2009                   | Edvald Boasson Hagen | Christopher Sutton         | Martin Reimer      |
| 2010                   | Michael Albasini     | Borut Božič                | Greg Henderson     |
| 2011                   | Lars Boom            | Steve Cummings             | Jan Bárta          |
| 2012                   | Nathan Haas          | Damiano Caruso             | Leigh Howard       |
| 2013                   | Bradley Wiggins      | Martin Elmiger             | Simon Yates        |
| 2014                   | Dylan van Baarle     | Michał Kwiatkowski         | Bradley Wiggins    |
| 2015                   | Edvald Boasson Hagen | Wout Poels                 | Owain Doull        |
| 2016                   | Steve Cummings       | Rohan Dennis               | Tom Dumoulin       |
| 2017                   | Lars Boom            | Edvald Boasson Hagen       | Stefan Küng        |
| 2018                   | Julian Alaphilippe   | Wout Poels                 | Primož Roglič      |
| 2019                   | Mathieu van der Poel | Matteo Trentin             | Jasper De Buyst    |
| 2020 nicht ausgetragen |                      |                            |                    |
| 2021                   | Wout van Aert        | Ethan Hayter               | Julian Alaphilippe |
| 2022                   | Gonzalo Serrano      | Thomas Pidcock             | Omar Fraile        |
| 2023                   | Wout van Aert        | Tobias Halland Johannessen | Damien Howson      |
| 2024                   | Stephen Williams     | Oscar Onley                | Tom Donnenwirth    |

Anmerkung: Jonathan Tiernan-Locke (Großbritannien) wurde der Gesamtsieg 2012 aufgrund von Unstimmigkeiten im biologischen Pass aberkannt.

## Einzelne Austragungen

### Tour of Britain 2004
Die erste Austragung der neuen Tour of Britain fand über fünf Tage Ende September statt. Den Höhepunkt erreichte die Tour bei einem 72 Kilometer langen Kriterium durch London. Zehntausende Zuschauer sahen einen langen Ausreißversuch von dem einheimischen Fahrer Bradley Wiggins. In der letzten Runde wurde er vom Feld eingefangen und Enrico Degano vom Team Barloworld gewann den Massensprint. Der Kolumbianer Mauricio Ardila holte sich den Gesamtsieg.

### Tour of Britain 2005
Die zweite Austragung 2005 wurde in sechs Etappen ausgetragen. Start war am 30. August in Glasgow und Ziel war am 4. September in London.
|           | Start      | Ziel           | Sieger         |
| --------- | ---------- | -------------- | -------------- |
| 1. Etappe | Glasgow    | Castle Douglas | Nick Nuyens    |
| 2. Etappe | Carlisle   | Blackpool      | Roger Hammond  |
| 3. Etappe | Leeds      | Sheffield      | Luca Paolini   |
| 4. Etappe | Buxton     | Nottingham     | Serguei Ivanov |
| 5. Etappe | Birmingham | Birmingham     | Nick Nuyens    |
| 6. Etappe | London     | London         | Luca Paolini   |

Gesamtsieger wurde Nick Nuyens.

## Vorläufer (1945–1999)

### Erste Austragungen
Die erste Austragung der Tour of Britain im Jahre 1945 war das Resultat eines Konfliktes zwischen der seit 1883 bestehenden National Cyclists' Union (NCU). In Großbritannien war Radsport ein Sport der Arbeiterklasse und die vermögenden „Upper Classes“ dagegen eingestellt, weil diese etwa befürchteten, Straßenradrennen könnten die ländlichen Jagdgesellschaften stören. Wahrscheinlich auf Druck von Polizei und Politik hin untersagte der Verband deshalb Straßenrennen und organisierte Wettbewerbe auf Radrennbahnen und geschlossenen Rundstrecken.
1942 organisierte einer der damals besten britischen Fahrer, Percy Stallard, trotzdem ein Rennen von Llangollen nach Wolverhampton und wurde dafür von der NCE gesperrt. Daraufhin gründeten er und Mitstreiter einen neuen Verband, die British League of Racing Cyclists (BLRC). Dieser Verband organisierte Straßenrennen, so etwa ein Rennen von Brighton nach Glasgow, aus dem sich schließlich die Tour of Britain entwickelte. Die ersten Austragungen wurden von Amateuren bestritten. Auch waren Franzosen am Start, die Mitglieder eines weiteren „Rebellenverbandes“ waren, des kommunistischen Fédération Sportive et Gymnastique du Travail. Von 1954 bis 1956 wurde der Circuit of Britain von Quaker Oats gesponsert, weshalb die Austragungen auch The Oats genannt wurde.

#### Palmarès 1945–1956
- 1945 Victory Marathon
 Robert Batot
- 1946 Brighton-Glasgow
 Mike Peers
- 1947 Brighton-Glasgow
 George Kessock
- 1948 Brighton-Glasgow
 Tom Saunders
- 1949 Brighton-Glasgow
 Geoff Clark
- 1950 Brighton-Glasgow
 George Lander
- 1951 Butlin Tour
 Stan Blair
- 1951 Brighton-Glasgow
 Ian Greenfield
- 1951 Daily Express Tour of Britain
 Ian Steel
- 1952 Brighton-Glasgow
 Bill Bellamy
- 1952 Daily Express Tour of Britain
 Ken Russell
- 1953 Brighton-Newcastle
  Frank Edwards
- 1953 Daily Express Tour of Britain
 Gordon Thomas
- 1954 „Oats“ Amateur Circuit of Britain
 Viv Bailes
- 1954 Daily Express Tour of Britain
 Eugène Tamburlini
- 1955 „Oats“ Amateur Circuit of Britain
 Desmond Robinson
- 1955 Tour of Britain
 Tony Hewson
- 1956 „Oats“ Amateur Circuit of Britain
 Dick McNeil

### Prudential Tour
- 1998  Stuart O’Grady
- 1999  Marc Wauters